# 白斑六線魚
白斑六線魚，為輻鰭魚綱鮋形目六線魚亞目六線魚科的其中一種，為溫帶海水魚，分布於北太平洋日本海、俄國聖彼得灣至美國奧勒岡州海域，棲息深度0-300公尺，體長可達48公分，為底棲性魚類，棲息在岩石底質、海草生長的底層水域，生活習性不明，可作為食用魚、觀賞魚及遊釣魚。